# جريمة بيرلينغتون
جريمة بيرلينغتون مساء يوم السبت 25 نوفمبر 2023 حوالي الساعة السادسة والنصف تم إطلاق النار على ثلاثة طلبة فلسطينيين يدرسون في الولايات المتحدة بينما كانوا في طريقهم متوجهين إلى عشاء عائلي في مدينة بيرلينغتون بولاية فيرمونت. هشام عورتاني، وتحسين علي، وكنان عبد الحميد يدرسون في جامعة ييل وغيرها من الجامعات الأمريكية، وبحسب ما قاله حسام زملط سفير دولة فلسطين في لندن عبر صفحته على موقع x: إن كل ما فعله هؤلاء الشبان هو إرتداء الكوفية الفلسطينية، ووصفت حالة الشبان الثلاثة بأنها خطيرة ، ولم يُعرف الجاني حتى اللحظة. وهذه الجريمة الثانية بحق فلسطينيين بالولايات المتحدة والدافع وراء الهجوم هو التطرف المناهض للمسلمين والفلسطينيين في أعقاب تصعيد الصراع الفلسطيني الإسرائيلي في أكتوبر 2023.
وجاءت هذه الحادثة ضمن حملة أمريكية من التحريض على العرب والمسلمين، في أعقاب عملية "طوفان الأقصى"، إذ شهدت الولايات المتحدة الأمريكية، حملة واسعة معادية للتضامن مع القضية الفلسطينية وقطاع غزة، وتحريض واسع وإلغاء استضافة فنانين وكتاب وطرد موظفين من أعمالهم، نتيجة موقفهم المناهض للحرب الإسرائيلية على قطاع غزة.
ونددت وزارة الخارجية الفلسطينية في بيان قالت فيه: “ندين بأشد العبارات جريمة إطلاق النار البشعة التي تعرض لها هشام عورتاني وتحسين أحمد وكنان عبد الحميد، أثناء خروجهم وهم يرتدون الكوفية الفلسطينية ويتحدثون اللغة العربية، ما أدى إلى إصابتهم بجروح بين البليغة والمتوسطة".